# Egon Pawlitzek
Egon Pawlitzek (* 29. Juni 1907 in Gleiwitz; † 23. August 1994) war ein deutscher Textilfabrikant.
Pawlitzek besuchte das humanistische Gymnasium in Kattowitz und Beuthen und studierte an der Hochschule für Wirtschafts- und Sozialwissenschaften in Nürnberg mit dem Abschluss als Diplom-Kaufmann. 1933 stieg er in Nürnberg in den Textilfachhandel ein, später war er als selbstständiger Textilkaufmann in Koblenz und Neuwied tätig, ehe er 1937 die Münchner Textilfirma Stanietz am Stachus und den Zweigbetrieb in Landshut übernahm. Von 1964 bis 1975 war er Präsident des Landesverbandes des Bayerischen Einzelhandels und danach deren Ehrenpräsident, außerdem war er Vizepräsident der Hauptgemeinschaft des Deutschen Einzelhandels und saß im Vorstand der Vereinigung der Arbeitgeberverbände in Bayern. 1967 wurde er Vizepräsident des Bundesverbandes Textil und Landesvorsitzender der Fachgemeinschaft Textil. Er war zudem Beirat der Landeszentralbank, Handelsrichter und Beisitzer am Finanzgericht, Mitglied der Einigungsstelle für Wettbewerksstreitigkeiten sowie der Vollversammlung und mehrerer Ausschüsse der Industrie- und Handelskammer für München und Oberbayern. Von 1965 bis 1979 gehörte er dem Bayerischen Senat an.
Pawlitzek war Mitglied der katholischen Studentenverbindungen KDStV Ostmark Nürnberg (seit 1927) und KDStV Moenania München im CV.